# Kantokuen

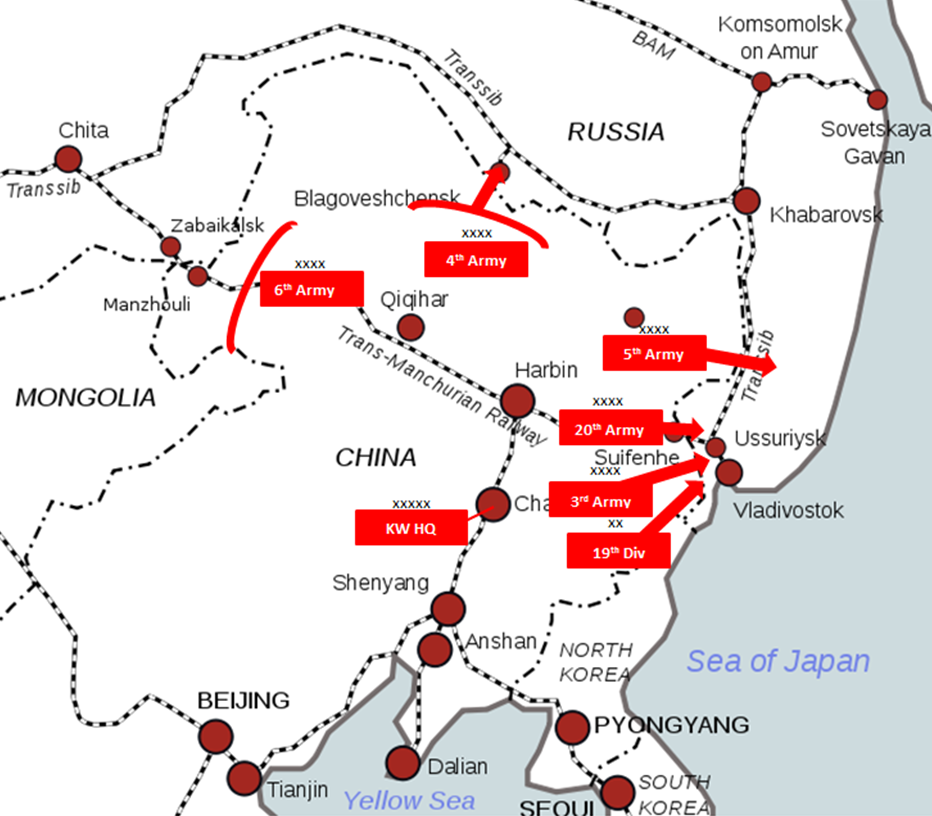
Un mapa que describe los movimientos ofensivos japoneses iniciales contra la URSS; el objetivo final era una línea que corría a lo largo de la vertiente occidental de la cordillera de Khingan.

KANTOKUEN (en japonés: 関特演, de 関東軍特別演習, Kantogun Tokubetsu Enshu, Maniobras Especiales del Ejército de Kwantung) fue un plan de operaciones creado por el Estado Mayor del Ejército Imperial Japonés para una invasión y ocupación de la región del extremo oriente de la Unión Soviética, aprovechando el estallido de la guerra soviético-alemana en junio de 1941. Involucrando a siete ejércitos japoneses, así como a una gran parte de las fuerzas navales y aéreas del imperio, habría sido la mayor operación de ejércitos combinados en la historia de Japón, y una de las más grandes de todos los tiempos.
El plan fue aprobado en parte por el emperador Hirohito el 7 de julio e involucró una fase de preparación de tres pasos seguida de una ofensiva de tres fases para aislar y destruir a los defensores soviéticos en no más de seis meses. Previó un uso intensivo de armas químicas y biológicas y habría impuesto un régimen de ocupación asesino contra los soviéticos. Después de un conflicto creciente con los preparativos simultáneos para una ofensiva en el sudeste asiático, junto con las demandas de la segunda guerra sino-japonesa y el debilitamiento de las perspectivas de una rápida victoria alemana en Europa, el plan Kantokuen comenzó a perder el favor en el Cuartel General Imperial y finalmente fue abandonado tras el aumento de las sanciones por parte de Estados Unidos y sus aliados a finales de julio y principios de agosto de 1941. Sin embargo, la presencia de grandes fuerzas japonesas en Manchuria obligó a los soviéticos, que habían anticipado un ataque desde esa dirección, a mantener recursos militares considerables en espera para lo que duró la Segunda Guerra Mundial.

## Antecedentes
Las raíces del sentimiento antisoviético en el Japón Imperial comenzaron antes de la fundación de la Unión Soviética. Ansiosos por limitar aún más la influencia rusa en el Asia oriental después de la guerra ruso-japonesa (1904–05) y contener la propagación del bolchevismo, los japoneses desplegaron unos 70.000 soldados en Siberia desde 1918 hasta 1922 como parte de la Intervención en Siberia del lado del Movimiento Blanco, que ocupaba Vladivostok y muchos puntos clave en el Extremo Oriente ruso al este del lago Baikal. Tras la retirada internacional del territorio ruso, el Ejército Imperial Japonés, consciente del potencial de la URSS como potencia militar y manteniendo la idea de Rusia como enemigo tradicional, hizo planes de contingencia para la guerra con la Unión Soviética. Al principio estaban a la defensiva, asumiendo un ataque del Ejército Rojo al territorio chino que sería rechazado con un ataque japonés en Corea; El campo de batalla decisivo sería en el sur de Manchuria. Tras la invasión japonesa de Manchuria y su anexión en 1931, las tropas japonesas y soviéticas se enfrentaron por primera vez a lo largo de una frontera de miles de kilómetros de longitud. Para proteger al estado títere japonés de Manchukuo y obtener la iniciativa, el Ejército Imperial Japonés adoptó la política de detener cualquier avance soviético a lo largo de la frontera y combatir la mayor parte de la guerra en Siberia, una "época en la que se produjo un cambio" en el pensamiento estratégico japonés que condujo a la planificación ofensiva que no se revertiría hasta 1945. Con el tiempo, los planes operacionales japoneses evolucionaron de pequeñas operaciones a acciones ofensivas en múltiples etapas dirigidas primero contra Vladivostok y, finalmente, la totalidad del Extremo Oriente soviético hasta el lago Baikal.

### 1937 en adelante
Antes del estallido de la segunda guerra sino-japonesa en julio de 1937, las relaciones soviético-japonesas comenzaron a deteriorarse rápidamente. El Ejército de Kwantung responsable de gobernar Manchuria, anteriormente elevado desde mando de guarnición menor al nivel de cuartel general, se volvió cada vez más belicoso hacia su vecino del norte. El ejército comenzó a actuar como una entidad "independiente y autónoma" del gobierno central en Tokio. Con esta conducta se produjo un aumento correspondiente en los conflictos fronterizos soviético-japoneses, que culminaron en el Incidente de la isla de Kanchatzu, en el cual un barco fluvial de combate soviético fue hundido por las baterías de la costa japonesa, matando a treinta y siete personas. Este, otros episodios y la subversión política y militar recíproca de ambos bandos (los japoneses que reclutaban a agentes blancos rusos y los soviéticos enviando apoyo material a China, antes y durante la guerra con Japón) llevaron a ambos bandos a concluir que una guerra futura era probable, incluso, en lo que respecta a algunos en el ejército de Kwantung, inevitable.

Después de que comenzara la guerra entre China y Japón en julio de 1937, las opciones japonesas para Manchuria se volvieron muy limitadas. Los soviéticos aprovecharon esta vulnerabilidad firmando un pacto de no agresión con China y proporcionándoles armas y equipo. La publicación del Pravda del 13 de febrero de 1938, señaló que:
... el ejército japonés, que posee una fuerza de aproximadamente 1.200.000 hombres, 2.000 aviones, 1.800 tanques y 4.500 piezas de artillería pesada, ha comprometido cerca de 1.000.000 de soldados y una mayor parte de sus armas en China.

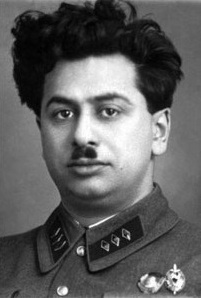
Comisario de 3.ª clase Guénrij Liushkov, fotografiado antes de 1939.

El compromiso japonés no les impidió continuar formulando planes de guerra contra la URSS; su plan de operaciones de 1937, aunque tosco y deficiente desde una perspectiva logística, sirvió de base para todos los desarrollos posteriores hasta 1944. El plan (y la mayoría de los que lo siguieron) exigía un ataque inicial repentino contra la "Provincia Marítima" soviética que daba al Océano Pacífico (también conocida como "Primorie"), junto con acciones de retención en el norte y el oeste. Si la primera fase tuviera éxito, los otros frentes también pasarían a la ofensiva después de la llegada de refuerzos.
En 1936, el líder soviético Iósif Stalin comenzó la Gran Purga, que incluía el cuerpo de oficiales del Ejército Rojo, matando o encarcelando a decenas de miles de figuras de alto rango, a menudo con cargos falsos o ficticios. El poder de combate del Ejército Rojo se vio gravemente debilitado, una observación aparentemente confirmada por sus demostraciones relativamente pobres en la batalla del lago Jasán en 1938 y la Guerra de Invierno contra Finlandia en 1940. El miedo llevó a la gente a desertar o huir al extranjero; el 13 de junio de 1938, Guénrij Liushkov, Jefe del Departamento de Extremo Oriente del NKVD (policía secreta soviética), cruzó la frontera hacia Manchuria y se entregó al Ejército Imperial Japonés, trayendo consigo una gran cantidad de documentos secretos sobre las fuerzas militares soviéticas y disposiciones en la región. La traición de Liushkov fue un importante golpe de inteligencia para Japón, y continuó trabajando contra su país hasta su desaparición en medio de la invasión soviética de Manchuria en agosto de 1945.

### Los PlanesHachi-Go
Independientemente de su planificación anual, en 1938–39, la Oficina de Operaciones del Estado Mayor del Ejército Japonés y el Ejército Kwantung cooperaron en un par de contingencias relacionadas bajo el término general "Plan Operativo nº 8" o el plan "Hachi-Go" . Estos dos esquemas, denominados Conceptos "A" y "B", examinaron la posibilidad de una guerra total contra la Unión Soviética a partir de 1943. Ambos eran mucho más grandes de lo que los japoneses habían concebido anteriormente, previendo un compromiso de 50 divisiones del Ejército Imperial Japonés contra unas 60 soviéticas, que se desplegarían gradualmente desde China y las islas de origen. Mientras que el Concepto A seguía una configuración más tradicional al llamar a ataques en el Este y el Norte mientras se mantenía en el Oeste, el Concepto B examinó la posibilidad de atacar primero la vasta estepa entre el Gran Jingan y el lago Baikal con la esperanza de propinar un golpe temprano, condenando a los defensores de Primorie y Vladivostok a rendirse. El alcance de las operaciones era enorme: las dos fuerzas habrían luchado en una línea de casi 5.000 kilómetros de longitud, con los objetivos finales de Japón siendo de hasta 1.200 kilómetros de profundidad en territorio soviético. En términos de distancia, el Concepto B del Hachi-Go habría empequeñecido incluso la Operación Barbarroja, la invasión de la URSS por parte de la Alemania nazi en junio de 1941.
|                               | Japón (50 divisiones) | Japón (50 divisiones) | Japón (50 divisiones) | URSS (60 divisiones) | URSS (60 divisiones) | URSS (60 divisiones) |
| ----------------------------- | --------------------- | --------------------- | --------------------- | -------------------- | -------------------- | -------------------- |
| Tiempo                        | Día-D                 | D+60                  | D+90                  | D-Day                | D+60                 | D+90                 |
| Frente oriental               | 12                    | 20                    | 20                    | 15                   | 20                   | 20                   |
| Frente norte                  | 8                     | 13                    | 15                    | 6                    | 12                   | 15                   |
| Frente occidental             | 3                     | 8                     | 15                    | 9                    | 18                   | 25                   |
| Divisiones aún no desplegadas | 27                    | 9                     | 0                     | 30                   | 10                   | 0                    |

|                               | Japón (45 divisiones) | Japón (45 divisiones) | Japón (45 divisiones) | URSS (60 divisiones) | URSS (60 divisiones) | URSS (60 divisiones) |
| ----------------------------- | --------------------- | --------------------- | --------------------- | -------------------- | -------------------- | -------------------- |
| Tiempo                        | Día-D                 | D+60                  | D+90                  | D-Day                | D+60                 | D+90                 |
| Frente oriental               | 5                     | 8                     | 10                    | 15                   | 18                   | 18                   |
| Frente norte                  | 3                     | 8                     | 10                    | 6                    | 12                   | 12                   |
| Frente occidental             | 15                    | 20                    | 25                    | 9                    | 20                   | 30                   |
| Divisiones aún no desplegadas | 22                    | 9                     | 0                     | 30                   | 10                   | 0                    |

Sin embargo, a pesar de parecer impresionante sobre el papel, los japoneses se vieron obligados a reconocer varias dificultades que bloqueaban la implementación del Hachi-Go en un futuro cercano. Específicamente con respecto al Concepto B, la red ferroviaria en Manchuria no se había expandido lo suficiente para facilitar una ofensiva tan amplia y las existencias disponibles en el país estaban muy por debajo de los niveles requeridos. Además, la guerra en curso contra China impidió la concentración de las 50 divisiones planeadas sin debilitar fatalmente el esfuerzo japonés allí. Además, el Cuartel General Imperial concluyó que para mantener una salida al lago Baikal, se necesitaría una flota de unos 200.000 camiones, un número más del doble que el ejército japonés poseía en ese momento. El apoyo popular para el Concepto B en los círculos del Ejército Imperial Japonés se disipó en 1939 después de que la Batalla de Khalkhin Gol demostró los amplios desafíos de proporcionar un compromiso militar sostenido incluso en una escala relativamente limitada, tan lejos de las vías ferroviarias más cercanas. Desde ese momento en adelante, la planificación ofensiva japonesa en relación con la URSS se centró principalmente en los frentes del norte y del este, y los avances en el oeste se limitaron a ganancias relativamente modestas en el extremo de la cordillera del Gran Jingan.

## Decisión de 1941

### Junbi Jiny 'el Caqui'
Hacia el final de su vida, el dictador nazi Adolf Hitler lamentó: "Es ciertamente lamentable que los japoneses no entraran en la guerra contra la Rusia soviética junto a nosotros. Si eso hubiera sucedido, los ejércitos de Stalin no estarían asediando Breslau y los soviéticos no estarían en Budapest. Juntos habríamos exterminado al bolchevismo antes del invierno de 1941". Sin embargo, desde una perspectiva japonesa, la actitud de Alemania hacia la cooperación contra la URSS durante el período 1939–41 fue de ambivalencia, incluso de duplicidad. Tras la derrota en Jaljin Gol, la repentina consumación del Pacto Ribbentrop-Molotov de no agresión con Stalin por parte de Alemania se encontró con el shock y la ira en Japón, que consideraron el movimiento como una violación directa del Pacto Antikomintern y una traición a su intereses comunes. En consecuencia, en abril de 1941, Japón tuvo la libertad de celebrar su propio Pacto de Neutralidad con los soviéticos, ya que la tensión con Occidente, particularmente con los Estados Unidos, comenzó a elevarse sobre la ocupación japonesa de la Indochina francesa (Vichy) el año anterior. Cuando las sanciones económicas aliadas comenzaron a golpear a Japón, la creciente amenaza de guerra en el sur y la sensación de "tranquilidad" en el norte tendieron a desviar la atención de los japoneses de su campaña planificada en Siberia. El cambio fue particularmente bien recibido por la Armada, que tradicionalmente favorecía una política del Nanshin-ron (expansión hacia el sur) mientras mantenía un elemento de disuasión contra la Unión Soviética, en oposición al Hokushin-ron (expansión hacia el norte), que era favorecida por el Ejército.
Por lo tanto, el gobierno japonés se reunió con las noticias de la Operación Barbarroja, la invasión alemana de la Unión Soviética en junio de 1941. El Primer Ministro japonés, Fumimaro Konoe, mortificado por esta "segunda traición" a Japón, incluso se consideró brevemente el abandono del Pacto Tripartito. Por otro lado, el ministro de Asuntos Exteriores, Yosuke Matsuoka, comenzó inmediatamente a abogar por el abandono del Pacto de Neutralidad con la URSS (del cual él mismo había sido el arquitecto), y exigió un ataque en apoyo de Alemania. Las opiniones de Matsuoka fueron apoyadas tanto por el Ejército de Kwantung como por el Estado Mayor del Ejército Imperial Japonés, quienes estaban ansiosos por una "decisión rápida". Antes de la invasión, a principios de junio, el gobierno japonés había adoptado una política de "respuesta flexible" para establecer la preparación en caso de que fuera necesario atacar hacia el norte o hacia el sur, denominado "Junbi Jin Taisei" ("Configuración de formación preparatoria") . Bajo el concepto del Junbi Jin, la intervención en el caso de una guerra soviético-alemana fue contemplada, pero solo en caso de que los eventos tomaran un giro favorable para Japón. Aunque no siempre estuvo tan claro, esta filosofía definió en última instancia el pensamiento estratégico japonés a lo largo de 1941.
El Junbi Jin encontró su primera prueba seria en forma de reunión de emergencia de los principales líderes del Ejército y la Armada el 24 de junio para establecer una nueva política nacional teniendo en cuenta la situación en la URSS. Durante esta conferencia, el Ejército defendió vigorosamente el uso de la fuerza contra Siberia, mientras que la Armada se opuso. Finalmente, se llegó a un acuerdo por el cual se permitiría al Ejército intervenir contra la URSS si las circunstancias lo permitieran, pero con la advertencia de que los preparativos para esta eventualidad no interfiriesen con la planificación de una guerra en el sur. Aunque este acuerdo fue aceptado en principio, todavía existían desacuerdos sobre cómo el Ejército resolvería la "cuestión del norte", así como el momento de dicha resolución. El conflicto básico se puede resumir en la metáfora popular del "caqui", con el Estado Mayor del Ejército y el Ejército de Kwantung argumentando una ofensiva incluso si la fruta estaba "todavía verde" (es decir, incluso si en la URSS no hubiera habido un colapso catastrófico), y sus oponentes optaron por un enfoque más conservador, asignando menos inmediatez al frente manchú dada la posición estratégica más amplia de Japón. Desde el punto de vista del Estado Mayor del Ejército, si Japón iba a participar en las hostilidades en 1941, era imperativo que la lucha terminara a mediados de octubre, teniendo en cuenta el clima de Siberia y el norte de Manchuria. Debido a que serían necesarios de 60 a 70 días para completar los preparativos operacionales y de 6 a 8 semanas adicionales para aplastar a los soviéticos en el territorio entre Manchuria y el Pacífico, el intervalo de acción fue bastante limitado. En respuesta, el Estado Mayor del Ejército propuso un "calendario de choques" para fines de planificación destinados a "recortar" el mayor tiempo posible:
- 28 de junio: decidir sobre la movilización.
- 5 de julio: emisión de órdenes de movilización.
- 20 de julio: comienza la concentración de tropas.
- 10 de agosto: decidir las hostilidades.
- 24 de agosto: postura de preparación completa.
- 29 de agosto: concentre dos divisiones del norte de China en Manchuria, con lo que el total es de 16.
- 5 de septiembre: concéntrese en otras cuatro divisiones de la patria, con lo que el total es de 22; postura de combate completa
- 10 de septiembre (a más tardar): Comienzan las operaciones de combate.
- 15 de octubre: completa la primera fase de la guerra.

En general, el Estado Mayor del Ejército solicitó 22 divisiones con 850.000 hombres (incluyendo unidades auxiliares) apoyadas por 800.000 toneladas de envíos para que se preparen en caso de que una guerra con los soviéticos. El Ministerio de Guerra en su conjunto, sin embargo, no estaba de acuerdo con los "halcones" del Ejército. Aunque apoyaron la idea de reforzar el norte, prefirieron un límite mucho más modesto de solo 16 divisiones entre los ejércitos de Kwantung y Corea a la luz de las prioridades en otros lugares, una fuerza que, en opinión del Ejército Kwantung, sería "imposible" para comprometer contra los soviéticos. El mensaje era claro: Japón esperaría hasta que "el caqui madurara y cayera antes de actuar contra el Ejército Rojo".

### KANTOKUEN
Contrariado por su revés inicial a manos del Ministerio de Guerra, los miembros de la línea dura del Ejército Imperial Japonés obtendrían su venganza, al menos en principio. Durante una visita personal el 5 de julio de 1941, el General de División Shinichi Tanaka, Jefe de Operaciones del Estado Mayor del Ejército y colíder (junto con Matsuoka) de la facción "Hokushin-ron" en Tokio, logró persuadir al Ministro de Guerra Hideki Tojo para que apoyara las opiniones del Estado Mayor del Ejército sobre la "rectitud" y la "viabilidad" de reforzar Manchuria. El general Tanaka y sus partidarios presionaron por un compromiso mayor incluso que el plan del Ejército de junio de 1941, un total de hasta 25 divisiones en total, bajo el pretexto de establecer la posición de preparación de solo 16 divisiones preferidas por el Ministerio de Guerra. El plan de Tanaka incluía dos etapas, una fase de preparación (configuración No.100) seguida de una postura ofensiva (configuraciones 101 y 102), después de lo cual el Ejército de Kwantung esperaría la orden de ataque. Todo el proceso fue referido por el acrónimo de "KANTOKUEN", de (Kantogun Tokubetsu Enshu), o Maniobras Especiales del Ejército de Kwantung. Con el apoyo de Tojo para el Kantokuen asegurado, los miembros de la línea dura completaron su elusión del Ministerio de Guerra el 7 de julio, cuando el General Hajime Sugiyama visitó el Palacio Imperial para solicitar la sanción oficial de Hirohito para la preparación. Después de que el General le asegurara que el Ejército de Kwantung no atacaría por iniciativa propia después de recibir refuerzos, el Emperador cedió.
Hablando operativamente, Kantokuen era esencialmente idéntico al Plan de Guerra de 1940, aunque con unas fuerzas más pequeñas (25 divisiones contra 43) presumiblemente apostando por la incapacidad de los soviéticos para reforzar el Extremo Oriente a la luz del conflicto con Alemania. El nivel de compromiso, sin embargo, todavía era enorme, con mucho, la movilización más grande en la historia del ejército japonés. Para facilitar la operación, una gran cantidad de activos tanto de combate como logísticos tendrían que ser enviados a Manchuria por encima de la estructura existente. En particular, para aprovechar la ventaja japonesa de las líneas interiores en relación con los soviéticos, los ferrocarriles en el norte y el este tendrían que expandirse para dar cabida al aumento de la carga que llevaría una guerra ofensiva. Además, las instalaciones portuarias, las viviendas militares y los hospitales también debían aumentarse. Al igual que los conceptos anteriores elaborados después del Incidente de Nomonhan, Kantokuen comenzaría con un golpe inicial masivo en el Frente Ussuri contra Primorye, seguido de otro ataque al Norte contra Blagovéshchensk y Kuibyshevka. Bajo la organización paraguas del 1.er Ejército de Área, los Ejércitos Japoneses 3.º y XX, apoyados por la 19.ª División del Ejército de Corea, penetrarían en la frontera al sur del lago Janka con el objetivo de superar las principales líneas defensivas soviéticas y amenazar Vladivostok. Simultáneamente, el 5.º Ejército atacaría justo al sur de Iman (el actual Dalnerechensk), completando el aislamiento de la Provincia Marítima, cortando el Ferrocarril Transiberiano y bloqueando los refuerzos que llegaban desde el norte; estas agrupaciones comprenderían hasta 20 divisiones en total, con el equivalente en unidades más pequeñas de varias más. En el norte de Manchuria, el 4.º Ejército con cuatro divisiones sostendría primero la línea del río Amur antes de pasar a la ofensiva contra Blagoveshchensk. Mientras tanto, dos divisiones reforzadas con tropas japonesas ajenas al Kantokuen iniciarían operaciones contra Sakhalin septentrional, con el objetivo de eliminar a los defensores allí en un movimiento de tenaza. Otros objetivos de la segunda etapa incluyeron la captura de Jabárovsk, Komsomolsk, Skovorodino, Sovetskaya Gavan y Nikolayevsk, mientras que se contemplaron operaciones anfibias contra Petropavlovsk-Kamchatsky y otras partes de la Península de Kamchatka.
Para asegurar el éxito de esta fase, la fase más crítica de la guerra, Kantokuen solicitó la aplicación de fuerzas abrumadoras: 1.200.000 hombres, 35.000 camiones, 500 tanques, 400.000 caballos y 300.000 trabajadores en 23 a 24 divisiones para la ofensiva solo para los frentes norte y este. Esto hubiera significado, sin embargo, que el Frente Occidental de Mongolia y la región Trans-Baikal debían ser defendidos por solo de 1 a 2 divisiones más el equivalente algunas Unidades de Guardias Fronterizos. De hecho, durante la fase inicial de operaciones, al 6.º Ejército japonés se le asignó solo la 23.ª División y la 8.ª Unidad de Guardias de Frontera, veteranos de los combates en Khalkhin Gol dos años antes. Para minimizar el peligro de una contraofensiva soviética en Occidente mientras la mayor parte del Ejército japonés estaba ocupado en el Este, los manods esperaba que las acciones de demora combinadas con las vastas extensiones del desierto de Gobi y la llanura Hailar sirvieran como "amortiguadores estratégicos" para prevenir al Ejército Rojo de montar un serio desafío en el corazón de Manchuria antes de que el cuerpo principal se reagrupara para un giro hacia el oeste. El objetivo final de las tropas japonesas era una línea que recorría Skovorodinó y las laderas occidentales de las Grandes Montañas Jingan, a lo largo de las cuales derrotarían a las fuerzas soviéticas restantes y pasarían a una posición defensiva.
Como en cualquier operación militar moderna, el poder aéreo jugó un papel crucial en Kantokuen. Antes del estallido de la Guerra del Pacífico, los japoneses tenían la intención de enviar entre 1200 y 1800 aviones en tres divisiones aéreas para reforzar los 600 a 900 aviones existentes en Manchuria, que cooperarían con unos 350 aviones de la Armada para lanzar un "repentino" ataque a la Fuerza Aérea Soviética del Extremo Oriente tanto en el aire como en tierra al comienzo de las hostilidades. Si hubieran tenido éxito, las unidades aéreas japonesas habrían centrado sus esfuerzos en apoyar a las fuerzas terrestres a nivel táctico, cortando las líneas de comunicación y suministro soviéticas (particularmente en las regiones de Amur y Trans-Baikal) y bloqueando la llegada de refuerzos aéreos desde Europa.
En general, las fuerzas japonesas y del Eje involucradas en operaciones contra la URSS desde Mongolia a Sajalín habrían totalizado aproximadamente 1,5 millones de hombres, 40.000 camiones, 2.000 tanques, de 2.100 a 3.100 aviones, 450.000 caballos y una vasta cantidad de piezas de artillería.

### El campo de batalla/teatro de operaciones
Al prepararse para cualquier guerra futura en el Extremo Oriente, la planificación estratégica japonesa (y soviética) estuvo dominada por dos realidades geopolíticas fundamentales:
1. El Extremo Oriente soviético y la República Popular de Mongolia formaron una herradura alrededor de Manchuria sobre una frontera de más de cuatro mil quinientos kilómetros de longitud.
2. El Extremo Oriente soviético dependía económica y militarmente de la Rusia europea a través del único Ferrocarril Transiberiano.

Esta segunda observación, quizás incluso más que la primera, formó los cimientos básicos de la vulnerabilidad del Extremo Oriente ruso en una guerra contra Japón. La población del Extremo Oriente era pequeña, solo alrededor de 6 millones, de los cuales un porcentaje relativamente alto se concentraba en entornos urbanos en lugar de rurales, lo que sugiere un énfasis en la industria. En consecuencia, la falta de agricultores significaba que habría una deficiencia en la producción de alimentos para civiles y soldados, así como para un grupo más pequeño de potenciales reservistas. A pesar de que se le asignaron recursos considerables en el segundo y tercer planes quinquenales de Iósif Stalin (1933–1942), aún subsistían graves deficiencias. Aunque los soviéticos tradicionalmente confiaban en el Ferrocarril Transiberiano para enviar mano de obra, alimentos y materias primas hacia el este para superar los principales déficits, esto creó otro problema por el cual la capacidad limitada de ese ferrocarril también restringió el tamaño máximo de cualquier fuerza del Ejército Rojo que pudiera enfrentarse a Japón, que los japoneses estimaron ascendería al equivalente de 55 a 60 divisiones.
| Producto | Requisito    | Producción actual                                                    | Autosuficiencia | Reservas durante la guerra |
| -------- | ------------ | -------------------------------------------------------------------- | --------------- | -------------------------- |
| Cereales | 1.390.000 t  | 930.000 t (Excluyendo 200k toneladas para el suministro de semillas) | 67%             | 800.000 t                  |
| Petróleo | 1.520.000 t  | 1.000.000 t                                                          | 66%             | 1,300,000 t                |
| Acero    | 580.000 t    | 220.000 t                                                            | 38%             |                            |
| Carbón   | 13.200.000 t | 13.200.000 t                                                         | 100%            |                            |

| Producto         | Número |
| ---------------- | ------ |
| Aviones          | 400    |
| Tanques          | 150    |
| Carros blindados | 30     |
| Artillería       | 550    |

Por lo tanto, cualquier interrupción prolongada del Ferrocarril Transiberiano resultaría fatal tanto para el Extremo Oriente como para cualquier intento soviético de defenderlo, una hazaña bastante fácil de manejar desde el lado japonés, ya que las vías discurren paralelas a la frontera durante miles de kilómetros, a veces incluso entrando dentro del rango de la artillería desplegada en la frontera de Manchuria. Además, aunque la geografía circundante de la URSS y Mongolia era teóricamente ventajosa en un contexto ofensivo al otorgarle al Ejército Rojo la oportunidad de una envoltura estratégica de Manchuria (una imposibilidad militar en 1941), a la defensiva se formarían las agrupaciones rusas. vulnerable al aislamiento y la destrucción gradual a manos de un oponente más compacto. Aunque los soviéticos hicieron esfuerzos concertados para abordar esta vulnerabilidad, como comenzar a trabajar en una extensión de 4.000 kilómetros del Ferrocarril Transiberiano, la BAM, estos por sí solos no fueron suficientes para corregir esta debilidad básica.
Las limitaciones del Ferrocarril Transiberiano y la lejanía del Extremo Oriente demostraron ser una bendición y una maldición para ambos lados. Aunque impidió que el Ejército Rojo se concentrara y abasteciera a un gran número de soldados contra una invasión japonesa y le otorgó a este último un medio eficaz para aislar el territorio de la Rusia europea, también aseguró que solo Japón nunca podría administrar una derrota decisiva a la Unión Soviética porque los principales activos militares y económicos de este último permanecerían ilesos. El Estado Mayor del Ejército Imperial Japonés llegó a la conclusión de que solo una ofensiva en dos frentes, Europa y Asia, ejercida sobre los centros industriales vitales de la URSS y destinada a colapsar su voluntad política para resistir podría lograr su destrucción.

### El uso de armas biológicas
Desde mediados de la década de 1930, Japón invirtió grandes recursos para la creación y el desarrollo de un tremendo arsenal de armas químicas y biológicas, aspirando a utilizarlas como medio para infligir bajas masivas a los opositores chinos y soviéticos en el caso de una futura guerra. Durante la campaña en China, los militares japoneses sometieron rutinariamente a los centros de población opuestos a ataques despiadados con estas armas de destrucción masiva, lo que causó la muerte de hasta 2.000.000 de personas. A menudo, los objetivos, como la indefensa ciudad de Baoshan, sin ningún valor militar; repleta de refugiados que huían del frente y con una infraestructura médica sumamente inadecuada, sufrió hasta 60.000 muertos después de ser golpeada por las bombas cargadas de cólera en 1942. La guerra contra la Unión Soviética fue poco diferente: después de la introducción del plan Kantokuen, el Escuadrón 731, el Escuadrón 100 y el Escuadrón 516 comenzaron a hacer extensos preparativos para operaciones similares en Siberia.
Por iniciativa de la 1.ª División de Operaciones, se establecieron "destacamentos epizooticos" formados por especialistas del Escuadrón 100 en cada sede central de Manchuria para aumentar la preparación del Ejército de Kwantung para la guerra biológica. Se identificaron tres medios principales para propagar enfermedades: fumigación directa desde aviones, bombas de bacterias y saboteadores en tierra. Durante una guerra cont la URSS, los japoneses planearon hacer uso de los tres, propagando el cólera, tifus, ántrax y otras enfermedades tanto en las líneas del frente opuestas como en las zonas de retaguardia con el objetivo de infectar las regiones pobladas, el ganado, los cultivos, y suministros de agua. Los principales objetivos fueron las áreas alrededor de Blagoveshchensk, Jabárovsk, Voroshilov y Chitá, y hasta 1942 se llevó a cabo un extenso reconocimiento de la región fronteriza mientras se creaban mapas detallados que indicaban los objetivos para la guerra biológica.
El Ejército de Kwantung, según el coronel Asaoka del Escuadrón 731, consideraba sus armas de destrucción masiva como cartas de triunfo contra los soviéticos que garantizarían una victoria japonesa. Hasta 1945, su suministro era tan grande que incluso los envíos de esa unidad se consideraban suficientes para abastecer a todo el ejército japonés; Llegaron a afirmar que la reserva japonesa de armas biológicas era capaz de destruir a toda la humanidad.

### Planes de ocupación
Por decreto imperial, el 1 de octubre de 1940, se estableció el Instituto de Investigación de la Guerra Total bajo la supervisión directa del Primer Ministro. Trabajando estrechamente con la Sociedad de Investigación para el Estudio de la Política de Estado (una organización que incluía a muchos ministros e industriales del gobierno japonés de alto rango), su objetivo principal era crear políticas para la formación y gobernar sobre la planeada Esfera de Coprosperidad de la Gran Asia Oriental, que iba a ser el 'Nuevo Orden' en la región. Según las disposiciones del Plan Administrativo de diciembre de 1941, la región de Primorie se anexaría directamente al Imperio y los territorios restantes adyacentes a Manchukuo estarían sujetos a la influencia de este último. El hipotético punto de delineación entre las esferas de influencia alemana y japonesa sobre una derrotada Unión Soviética se designó como la ciudad de Omsk.
La ocupación debía manejarse con extraordinaria brutalidad, de la misma manera que en China y en otros lugares durante la guerra. En general, preveía el desplazamiento de la población nativa para dar lugar a una afluencia proyectada de colonos japoneses, coreanos y manchúes. Dadas las instrucciones de usar "la fuerza estrictamente real, sin hundirse en el llamado principio de moderación", las autoridades del ejército japonés debían aniquilar a la población soviética y obligar a los supervivientes a exiliarse o a trabajar de manera forzada extrayendo las materias primas de la región. Todas las instituciones preexistentes debían ser completamente abolidas y la ideología comunista prohibida y reemplazada por la propaganda japonesa. Para crear, si era posible, una fachada de autogobierno, una serie de ex figuras del Movimiento Blanco (incluido Grigori Semiónov) fueron seleccionados para administrar las posiciones del gobierno títere bajo los japoneses.
La tarea de establecer el marco del régimen de ocupación se asignó al "Departamento de Hata", más tarde al 5.º Departamento del Ejército de Kwantung.

## Respuesta soviética
Desde fines de la década de 1930 y hasta 1941, la planificación estratégica de la URSS contra Japón fue fundamentalmente de naturaleza defensiva, con el objetivo principal de preservar la soberanía de sus territorios del Extremo Oriente y la República Popular de Mongolia. Los medios para este fin, sin embargo, no serían completamente pasivos. Incluso después de la invasión alemana y en 1942, la STAVKA abogó por una defensa total de la zona fronteriza y contraataques pesados en todo el frente, con el objetivo de evitar que el Ejército Imperial Japonés se apoderara de cualquier territorio soviético y los devolviera a Manchuria. Mientras que el lenguaje agresivo utilizado por Borís Sháposhnikov en 1938 con respecto a la "acción decisiva" en el norte de Manchuria después de un período de 45 días, fue moderado en 1941 para simplemente "destruir el primer escalón" de invasores y "crear una situación de estabilidad", el Ejército Rojo nunca renunció totalmente a los objetivos ofensivos limitados. Los japoneses estimaron que la escasez de terreno transitable entre la frontera de Manchuria y el Océano Pacífico combinada con la vulnerabilidad del Ferrocarril Transiberiano en las regiones de Amur y Primorye fue lo que los obligó a adoptar esa postura, a pesar de haber invertido recursos considerables para fortalecer el área para la guerra defensiva.
Las principales entidades responsables de proteger a la URSS de la agresión japonesa en 1941 fueron los frentes del Extremo Oriente y Trans-Baikal, bajo el mando de los generales Iósif Apanasenko y Mijaíl Kovaliov, respectivamente. El Frente de Trans-Baikal, con nueve divisiones (incluidas dos blindadas), una brigada mecanizada y un distrito fortificado, se encargó de defender el área al oeste del río Oldoy cerca de Skovorodinó, mientras que el Frente del Extremo Oriente, con 23 divisiones (incluyendo tres blindadas), cuatro brigadas (excluyendo antiaéreas) y once distritos fortificados custodiaron la tierra hacia el este, incluido el crucial puerto marítimo de Vladivostok. Combinados, los dos frentes representaban unos 650.000 hombres, 5.400 tanques, 3.000 aviones, 57.000 vehículos motorizados, 15.000 piezas de artillería y 95.000 caballos. La distribución de la mano de obra y el equipo en el Frente del Extremo Oriente antes de la guerra fue la siguiente:
| Recurso               | Frente del Extremo Oriente | Frente de Trans-Baikal | Total     |
| --------------------- | -------------------------- | ---------------------- | --------- |
| Personal              | 431.581                    | 219.112                | 650.693   |
| Armas pequeñas        | 713.821                    | 314.658                | 1.028.389 |
| Vehículos motorizados | 28.865                     | 28.644                 | 57.329    |
| Artillería            | 9.869                      | 5.318                  | 15.187    |
| Vehículos blindados   | 3.812                      | 3.451                  | 7.263     |
| Aviones               | 1.950                      | 1.071                  | 3.021     |

En 1942, el Sector de Defensa de Vladivostok también poseía unas 150 piezas de artillería de 75 mm a 356 mm, organizadas en 50 baterías. De estos, el más numeroso fue el de 130 mm B-13, que conformaba 20 baterías (90 cañones). Después de la invasión alemana, las fuerzas soviéticas en el Extremo Oriente sufrieron una transformación radical. Incluso antes de la Operación Barbarroja, el Ejército Rojo comenzó una transferencia constante de hombres y material hacia el oeste de Europa. Antes del 22 de junio de 1941, las cifras anteriores ya se habían reducido en 57.000 hombres, 670 piezas de artillería y 1.070 tanques en cinco divisiones; entre el 22 de junio y el 1 de diciembre, se enviaron al frente otras 2.209 piezas para detener la marea nazi. Además, durante el mismo período, otras 13 divisiones con 122.000 hombres, 2.000 armas y morteros, 1.500 tractores y casi 12.000 automóviles también se separaron del Extremo Oriente, junto con una estimación japonesa de 1.800 aviones. En total, entre el 22 de junio de 1941 y el 9 de mayo de 1945, se retiraron un total de 344.676 hombres, 2.286 tanques, 4.757 cañones y morteros, 11.903 vehículos motorizados y 77.929 caballos de los frentes del Extremo Oriente y Trans-Baikal para reforzar el lucha desesperada contra la Wehrmacht, la gran mayoría de los cuales llegó antes de principios de 1943.
A pesar de una marcada reducción en el poder material, los soviéticos emprendieron grandes esfuerzos para aumentar sus tropas de manera paralela a la masiva acumulación de tropas japonesas en Manchuria, que fue fácilmente rastreada por observadores soviéticos y chinos gracias a su gran tamaño. De acuerdo con la movilización general ordenada por el GKO el 22 de julio de 1941, la fuerza combinada de los frentes del Extremo Oriente y Trans-Baikal se elevaría a más de 1 millón para el 2 de agosto. Para el 20 de diciembre, los niveles reales de mano de obra totalizaban 1.161.202, de los cuales 1.129.630 eran oficiales regulares u hombres alistados y el resto eran cadetes o asistentes a cursos. Adicionalmente, el número de caballos aumentó de 94.607 a 139.150. Esta expansión de personal activo se logró a pesar de la limitada base de población del Extremo Oriente mediante la adición de reservistas de los Distritos Militares de los Urales, Asia Central y Siberia, además de los que ya estaban disponibles. Además, la fuerza permanente del NKVD y la Armada soviética también se incrementó: entre el 22 de junio y el 15 de noviembre de 1941, la mano de obra de la Armada en el Extremo Oriente bajo el almirante Ivan Yumáshev aumentó de 94.199 a 169.029, mientras que las tropas fronterizas del NKVD (con una lista de personas de poca monta) 34.000 antes de la guerra), si la proporción se mantuviera, también habría aumentado su fuerza a más de 60.000. Finalmente, estaban los mongoles, quienes a pesar de su falta de armamento pesado se habían enfrentado antes contra los japoneses en Khalkhin Gol y luego participarían en la invasión soviética de Manchuria en agosto de 1945. Aunque carecían de la experiencia y la organización de los soviéticos, sus números se acercaban a los 80.000.
En general, si hubiera estallado la guerra a finales de agosto o principios de septiembre de 1941, la URSS y Mongolia habrían podido llamar a un 1.100.000 de hombres, 2000 aviones, 3200 tanques, 51.000 vehículos motorizados, 117.000 caballos y 14.000 piezas de artillería desde Mongolia hasta Sajalín para enfrentarse a los japoneses. De estos, aproximadamente dos tercios de todo el personal (incluyendo virtualmente a toda la marina) estaría en el Frente Amur-Ussuri-Sajalín, mientras que el resto defendería Mongolia y la región Trans-Baikal; El equipo se dividió de manera mucho más equitativa entre los dos grupos.
Aunque la situación en Europa era grave, los planificadores soviéticos continuaron adhiriéndose esencialmente al mismo concepto anterior a la guerra para las operaciones en Extremo Oriente y Manchuria, como se ejemplifica en las directivas de la Stavka Nos. 170149 y 170150 enviadas a los generales Apanasenko y Kovalyov el 16 de marzo de 1942. Bajo esta estrategia, durante los días iniciales de las hostilidades, el Frente del Extremo Oriente (con su sede en Jabárovsk), junto con la Flota del Pacífico, recibió la orden de llevar a cabo una defensa total de la frontera, sin permitir que los japoneses ingresaran en el territorio de la URSS y sosteniendo Blagovéshchensk, Iman (Dalnerechensk) y la totalidad de Primorie "a toda costa". El esfuerzo defensivo principal iba a ser montado por los Ejércitos 1.º y 25.º (el primero con base en Vladivostok) en un eje norte-sur entre el Océano Pacífico y el lago Janka, mientras que el 35.º Ejército aguantaría en Iman. Hacia el norte, los Ejércitos, 15.º y 2.º con sede en Birobidzhán y Blagovéshchensk, se esforzarían por repeler todos los ataques japoneses desde la orilla más alejada del poderoso río Amur. Mientras tanto, los soviéticos se mantendrían firmes en Sajalín, Kamchatka y la costa del Pacífico, mientras intentaban negar la entrada de los japoneses al mar de Ojotsk. Para ayudar a este esfuerzo, el Ejército Rojo había emprendido durante años un programa de fortificación en la frontera con Manchuria, que involucraba la construcción de cientos de posiciones de combate endurecidas respaldadas por trincheras, denominadas "Tochkas" (puntos). Había tres tipos de tochkas: DOTs (puntos de fuego permanentes), SOTs (puntos de fuego que desaparecen) y LOTs (puntos de fuego ficticios). La forma más común de DOT construida por los soviéticos en el Extremo Oriente fue de forma hexagonal, con un diámetro interior de 5–6 m para los búnkeres más pequeños y de hasta 10 m para los más grandes. Estos sobresalían aproximadamente dos metros sobre el nivel del suelo, con la pared exterior orientada hacia el frente hecha de concreto sólido de 1 m o más de espesor. La columna vertebral de las defensas soviéticas, los DOT generalmente contenían dos o tres ametralladoras; algunos estaban equipados con uno o dos cañones de 76 mm, para aumentar su poder de fuego. Los soviéticos organizaron sus DOT en cinturones: dependiendo del terreno, los puntos fuertes se espaciaron en intervalos de 400–600 m y se colocaron en dos a cuatro filas de 300–1,000 m de profundidad otro; a fines de 1941, los tochkas se distribuyeron entre 12 regiones fortificadas de la siguiente manera:
|         | Localización del Cuartel General | Frente (km) | Profundidad (km) | Número de DOTs    |
| ------- | -------------------------------- | ----------- | ---------------- | ----------------- |
| n.º 113 | Chertovaya                       | 35          | 2–7              | 125               |
| n.º 108 | Kraskino                         | 46          | 2–8              | 105               |
| n.º 110 | Slavyanka                        | 45          | 1–7              | 30                |
| n.º 107 | Barabash                         | Desconocido | Desconocido      | Desconocido       |
| n.º 111 | (No nearby town)                 | 36          | 1–8              | 55                |
| n.º 106 | Konstantinovka                   | 35          | 2–8              | 155               |
| n.º 105 | Grodekovo                        | 50          | 2–12             | 255               |
| n.º 109 | Iman                             | 35          | 1–10             | 100               |
| n.º 102 | Leninskoe                        | 75          | 1–8              | 70                |
| n.º 101 | Blagoveshchensk                  | 110         | 1–7              | 326               |
| Dauriya | Dauriya                          | 65          | 2–5              | 170               |
| Borzya  | Borzya                           | Desconocido | Desconocido      | aprox. 1/sq. mile |

Los distritos fortificados estaban bien situados: dado que había un número limitado de caminos que cruzaban la frontera boscosa y montañosa, los soviéticos podían estar seguros de que cada vía de acceso estaba cubierta por defensas preparadas que tendrían que superarse mediante un costoso ataque frontal, retrasando la enemigo y obligándolo a pagar mucho tropas y equipo. Para contrarrestar los tochkas, los japoneses se vieron obligados a mantener un número considerable de artillería pesada cerca de la frontera, desde los obuses más modernos de Tipo 45 de 240 mm y los de 300 mm hasta el anticuado de 28 cm Howitzer L/10 de la guerra ruso-japonesa. Como medida de precaución adicional, después de la batalla de Jaljin Gol, el Ejército Imperial Japonés distribuyó una cubierta especial de una tonelada con un alcance de1.000 metros a sus obuses Tipo 7 de 30 cm destinados a pulverizar un punto fuerte enemigo de un solo golpe. A pesar de las ventajas que les confería el terreno fronterizo y el cinturón de tochkas, el Ejército Rojo no tenía la única intención de perseguir y sobrevivir a un asalto japonés. Para el quinto día de guerra, la STAVKA ordenó a las tropas de los Ejércitos 15.º y 35.º (menos la 66.ª División de Fusileros), junto con la Flotilla Militar de Amur y cualquier reserva disponible para derrotar a las unidades Manchú-Japonesas frente a ellas, dirigirse a Amur y Ussuri, y lanzar una contraofensiva coordinada contra ambos lados del río Sungari en territorio manchuriano. Como objetivos finales de los grupos del Frente de Sungari fueron designadas las ciudades de Fujin y Baoqing, que se alcanzarían en el día 25 de las hostilidades. El objetivo de este ataque fue estabilizar el frente y aliviar la presión en el ferrocarril Ussuri y en las áreas de Jabárovsk. De manera similar, a lo largo del frente, las fuerzas soviéticas restantes también iniciarían contraataques cortos "en la profundidad táctica", de acuerdo con la doctrina soviética de que la acción defensiva no puede tener éxito sin la coordinación de la posición de defensa y contraataque. Simultáneamente, en el lado opuesto de Manchuria, los Ejércitos 17.º y 36.º del Frente de Trans-Baikal (con su cuartel general en el monte Shirlova en la cordillera de Yablonovy) recibieron la orden de aguantar y luego contraatacar al de tres días, avanzando hacia los lagos Buir y Hulun para el décimo día de la guerra. Indudablemente, como consecuencia de la desesperada situación de la URSS en ese momento, en ambos casos, el este y el oeste, los refuerzos desde el interior eran relativamente pequeños: solo cuatro brigadas de tanques, cinco regimientos de artillería, seis regimientos de morteros y cinco divisiones de trenes blindados fueron prometidos para ayudar a ambos frentes juntos.
Con el objetivo de apoyar la lucha del Ejército Rojo, la Fuerza Aérea y la Marina también debían tener un papel activo frente a la invasión japonesa. En el caso de la fuerza aérea, el principal objetivo fue la destrucción de aviones enemigos tanto en el aire como en tierra, seguidos de misiones tácticas de ataque a tierra contra tropas japonesas para ayudar al progreso de la ofensiva de Sungari. Otros objetivos incluían la destrucción de ferrocarriles, puentes y aeródromos tanto en Manchuria como en Corea, así como la interceptación de transportes de tropas y buques de guerra en el mar del Japón en coordinación con la Flota del Pacífico. El bombardeo estratégico se limitaría a solo 30 DB-3, que se enviarían en grupos de 8 a 10 aviones contra objetivos en Tokio, Yokosuka, Maizuru y Ominato. Al mismo tiempo, las fuerzas navales soviéticas se esforzarían por cerrar inmediatamente la boca del río Amur, minar el estrecho de Tartaria y defender la Costa del Pacífico de cualquier posible aterrizaje, liberando así al 25.º Ejército en Primorye del servicio de defensa de la costa. Las patrullas submarinas comenzarían en el mar Amarillo, el mar de Ojotsk y el mar del Japón con el objetivo de evitar el transporte de tropas desde las islas de origen japonesas al continente asiático, así como interrumpir sus comunicaciones marítimas. Los submarinistas soviéticos recibieron la orden de no acercarse a la costa japonesa, sino de operar relativamente cerca de su territorio para proteger las costas.

### Fortalezas y debilidades de los combatientes
Los dos posibles beligerantes enfrentaron una serie de dificultades que podrían haber impedido el logro de sus objetivos. En el caso japonés, aunque sus cuatro años de guerra en China les habían proporcionado una gran experiencia en combate, su comprensión y aplicación de conceptos tales como la logística militar moderna y la potencia de fuego masiva aún estaban rezagados con respecto al Ejército Rojo. En el momento del Incidente de Nomonhan, el Ejército Imperial Japonés consideraba que las distancias de 100 kilómetros eran "lejanas" y 200 camiones como "muchos", mientras que el cuerpo de Zhukov de más de 4.000 vehículos suministró a su Grupo de Ejércitos en un viaje de ida y vuelta de 1.400 kilómetros desde los ferrocarriles más cercanos. Para compensar su falta de números y recursos limitados, los japoneses confiaban en factores intangibles como el espíritu de lucha y el elan para vencer al enemigo, pero esto solo era insuficiente. Aunque la apreciación del Ejército Imperial Japonés de estas realidades militares del siglo XX mejoró en los meses y años posteriores al hecho y la fuerza material del Ejército de Kwantung se mejoró enormemente durante la construcción de 1941, su dependencia fundamental en el espíritu para lograr la victoria en la batalla nunca cambió, a veces incluso a costa del pensamiento lógico y el sentido común. A menudo, el tradicionalismo y la falta de voluntad para cambiar obstaculizaron activamente las mejoras tanto de la tecnología como de la doctrina, hasta el punto de que aquellos que hablaron sobre el asunto fueron acusados de "falta de entusiasmo" e "insultos al Ejército Imperial".
Los soviéticos, por otro lado, operaron bajo la sombra de la guerra contra de Alemania. Aunque los frentes del Extremo Oriente y Trans-Baikal tenían acceso a una formidable variedad de armamentos, las demandas de los combates en Europa significaban que la fuerza era eliminada. Además, el estado de los vehículos que permanecían era a menudo mixto: antes del comienzo de las transferencias hacia el oeste en 1941, unos 660 tanques y 347 aviones estaban inoperables debido a necesidades de reparación u otras causas. Debido a que los soviéticos solo poseían una capacidad ofensiva limitada en las direcciones de Primorie y Trans-Baikal, nunca podrían esperar lograr una victoria decisiva sobre el Ejército de Kwantung, incluso si lograban frenarlos o detenerlos. Además, atacar a un enemigo preparado, especialmente uno con sus propias regiones fortificadas y grandes concentraciones de tropas inmediatamente opuestas a la frontera, fue "el tipo de ofensiva más difícil", requiriendo "números abrumadores y medios masivos de asalto" para tener éxito, ninguno de los cuales los soviéticos poseían.
Las fuerzas soviéticas en el Extremo Oriente se dispersaron en un vasto arco desde Mongolia hasta Vladivostok. Sin la capacidad de capitalizar este despliegue golpeando profundamente en Manchuria desde múltiples ejes, su fuerza se diluiría fatalmente y sería propensa a la destrucción gradual a manos de los japoneses, quienes podrían maniobrar libremente en sus líneas interiores, concentrando su poder a voluntad mientras el Ejército Rojo estaba inmovilizado. La única salvación para los soviéticos era que la distancia del Extremo Oriente de la Rusia europea significase que Japón nunca podría aspirar a dar un golpe mortal a la URSS, sin depender de Alemania.
Organizativamente, aunque las fuerzas soviéticas en el Extremo Oriente sobre el papel ascendían a unas 32 divisiones en diciembre de 1941, se consideraban apenas suficientes para las operaciones defensivas. En comparación con una división japonesa típica, las unidades del Ejército Rojo de antes de la guerra poseían algunos menos hombres, pero tenían un mayor acceso a la artillería de alto rango y alto calibre. Después de la invasión alemana, sin embargo, el Ejército Rojo se reorganizó para que cada división tuviera apenas la mitad de hombres y una fracción de la potencia de fuego de su homólogo alemán o japonés. Por lo tanto, para lograr la superioridad en el campo de batalla, los soviéticos tendrían que concentrar varias divisiones para contrarrestar a cada uno de los oponentes.
| Categoría              | División del EIJ 'Tipo A' | División de Fusileros RKKA abril de 1941 | División del EIJ 'Tipo B' | División de Fusileros RKKA julio de 1941 | División alemana 'primera línea' junio de 1941 |
| ---------------------- | ------------------------- | ---------------------------------------- | ------------------------- | ---------------------------------------- | ---------------------------------------------- |
| Hombres                | 25.654–25.874             | 14.454                                   | 20.505–21.605             | 10.790                                   | 16.860                                         |
| Rifles                 | 10.000                    | 12.378                                   | 9.000                     | 10.201                                   | 15.550                                         |
| Ametralladoras ligeras | 405                       | 392                                      | 382                       | 162                                      | 513                                            |
| Ametralladoras pesadas | 112                       | 166                                      | 112                       | 108                                      | 112                                            |
| Rifles AT              | 72                        | 0                                        | 18                        | 18                                       | 90                                             |
| Morteros ligeros       | 457                       | 84                                       | 340                       | 54                                       | 84                                             |
| Morteros medios        | 0                         | 54                                       | 0                         | 18                                       | 54                                             |
| Morteros pesados       | 0                         | 12                                       | 0                         | 6                                        | 0                                              |
| Cañones de 70 mm       | 36                        | 0                                        | 18                        | 0                                        | 0                                              |
| 75/6 mm RG             | 24                        | 18                                       | 12                        | 12                                       | 20                                             |
| 150 mm RG              | 0                         | 0                                        | 0                         | 0                                        | 6                                              |
| 75/6 mm FG             | 12                        | 16                                       | 36 o 12                   | 16                                       | 0                                              |
| 105/122 mm FG/Htzr.    | 24                        | 32                                       | 0 o 24                    | 8                                        | 36                                             |
| 150/152 mm FG/Htzr.    | 12                        | 12                                       | 0                         | 0                                        | 12                                             |
| AT 37–50 mm            | 40                        | 62                                       | 22                        | 18                                       | 72                                             |
| AA 37 mm               | 0                         | 4                                        | 0                         | 6                                        | 0                                              |
| AA 76 mm               | 0                         | 4                                        | 0                         | 4                                        | 0                                              |
| AA 12.7 mm             | 0                         | 33                                       | 0                         | 9                                        | 0                                              |
| Vehículo blindado      | 81                        | 29                                       | 7                         | 0                                        | 16                                             |
| Camiones               | 200–860                   | 586                                      | 310                       | 200                                      | 516                                            |
| Caballos               | 9.906                     | 3.309                                    | 7.500                     | 2.468                                    | 5.370                                          |

Por último, la calidad tanto del personal como del equipo en los ejércitos respectivos no se puede ignorar. A medida que los soviéticos agotaban sus mejores y más entrenadas divisiones para luchar en el oeste, el nivel general de las fuerzas en el este disminuyó, lo que obligó a la STAVKA a depender más de sus regiones fortificadas en las operaciones defensivas. Mientras tanto, el Ejército de Kwantung frente a ellos constituía "lo mejor de todas las fuerzas armadas japonesas" y recibía refuerzos cada día. Una gran parte de sus unidades eran divisiones de élite tipo A, muchas de las cuales habían tenido un amplio servicio en China. La calidad del cuerpo de oficiales japoneses también fue muy alta, ya que muchas figuras que continuarían para tener carreras notables en la Guerra del Pacífico, incluyendo Tomoyuki Yamashita (jefe del Mando de Defensa de Kwantung y más tarde Primer Ejército de Área), Isamu Yokoyama (1.ª División, más tarde, 4.º Ejército), Mitsuru Ushijima (11.ª División) y Tadamichi Kuribayashi (1.ª Brigada de Caballería, Ejército de Guarnición de Mongolia) mantuvieron las órdenes allí. Mientras que ambos bandos se basaban principalmente en rifles de acción de cerrojo y armas automáticas ligeras como la columna vertebral de la infantería, la artillería japonesa a menudo se veía superada por los pesados cañones soviéticos en Khalkhin Gol, hasta el punto en que el Ejército Imperial Japonés se vio obligado a mover sus armas. Los obuses de cm están más cerca del frente para llevarlos a la carga, incluso a expensas de cubrirlos. A pesar de que los japoneses lograron desactivar un número considerable de armas soviéticas a través del fuego de contrabatería, su falta de alcance a distancias extremas y la escasez de municiones los dejó en una clara desventaja contra el Ejército Rojo.
Los tanques también presentaron una imagen mixta: aunque la máquina más moderna disponible para el Ejército de Kwantung en 1941, el Tipo 97 Chi-Ha, tenía una armadura más gruesa (hasta 33 mm) en comparación con el BT soviético y la T-26, su pequeño cañón de 57 mm común en los tanques medianos fue superada por los cañones largos de 45 mm montadas en sus números opuestos, mientras que el cañón de 37 mm utilizada en el Ha-Go y Te-Ke tenía un alcance efectivo de menos de un kilómetro. En general, mientras que los tanques japoneses "hechos a mano y bellamente pulidos" fueron más fáciles de sobrevivir gracias a sus motores diésel (las centrales eléctricas utilizadas por los rusos eran especialmente de fuego), su número menor significó que cada pérdida fue más perjudicial para el Ejército Imperial Japonés que cada destruido. "crudamente terminado", "prescindible" BT o T-26 fue para el Ejército Rojo. Durante el único combate blindado en Jaljin Gol (el ataque del Grupo Yasuoka en julio), los japoneses vieron 42 de sus 73 tanques desactivados, mientras que el lado soviético-mongol perdió más de 77 tanques y 45 vehículos blindados de los más de 133 y 59 cometidos, respectivamente. El balance en el aire habría sido fuertemente a favor de los japoneses. Aunque el más moderno en el arsenal soviético disponible en el Extremo Oriente, el Polikarpov I-16, era un firme oponente del Nakajima Ki-27, la mayoría de los aviones en el teatro eran considerablemente más viejos. Además, los soviéticos no tenían respuesta ni para el Mitsubishi A6M, que había estado luchando en China desde 1940, ni para el bombardero Ki-21 de alta velocidad, que podía volar más rápido y más lejos que su actual, el SB-2. Los pilotos japoneses también tenían mucha experiencia, ya que los aviadores del SAAJ tenían un promedio de aproximadamente 700 horas de vuelo a finales de 1941, y los aviadores del SAEIJ tenían un promedio de 500. Muchos de estos aviadores ya habían probado el combate contra China en batallas anteriores. En comparación, los pilotos alemanes recibieron alrededor de 230 horas de vuelo y los pilotos soviéticos, incluso menos.

## Conclusión

### Abandono del KANTOKUEN
La hostilidad del Ejército Imperial Japonés hacia la Unión Soviética y el imperialismo japonés en general no eran disimulados. A pesar de que la etapa de desarrollo del Plan Kantokuen estaba en marcha, los conflictos externos con otras potencias, uno militar contra China y el otro económico contra Estados Unidos y sus aliados, continuaron avanzando. Debido a esta realidad, la necesidad de prepararse para una posible guerra con los países occidentales, junto con las demandas de la lucha contra la resistencia del KMT, cobraron mucha importancia en la mente de los planificadores estratégicos japoneses. A mediados de julio de 1941, la continua insistencia de Matsuoka de una guerra inmediata con la URSS terminó con su despido y reemplazo con el Almirante Teijiro Tono como Ministro de Asuntos Exteriores, asestando un golpe a los partidarios del Hokushin-ron. Dañando aún más la causa antisoviética, aunque el General Hideki Tojo y el emperador Hirohito apoyaron el refuerzo de Manchuria, ninguno estaba listo para comprometerse con las hostilidades. Hirohito, en particular, continuó expresando preocupación por la volatilidad del Ejército de Kwantung y la imagen negativa de las "maniobras especiales" creadas en el extranjero. Estas preocupaciones no eran infundadas: ya en octubre de 1941, el G-2, preocupado por el rápido aumento de la fuerza japonesa en Manchuria, recomendó que EE. UU. proporcionara ayuda militar directa a los ejércitos soviéticos y chinos en un esfuerzo por controlar la expansión del Eje en Oriente y mantener a la URSS en guerra contra Alemania. Sin embargo, a pesar de las objeciones del general Shunroku Hata, quien se opuso al debilitamiento de su Ejército Expedicionario de China en aras de Manchuria, y al comandante entrante del Ejército de Corea, Seishiro Itagaki, junto con los niveles relativamente altos de soldados de las fuerzas soviéticas del Extremo Oriente, el Jefe del Estado Mayor Hajime Sugiyama aún pudo persuadir al monarca para que reafirmara su apoyo a la acumulación durante una audiencia el 1 de agosto. Sin embargo, los acontecimientos ya habían comenzado a superarlos. En respuesta a la ocupación japonesa de los puntos clave en el sur de la Indochina francesa el 24 de julio, el presidente Franklin D. Roosevelt de los Estados Unidos, citando una "emergencia nacional ilimitada", emitió una orden ejecutiva que congelaba todos los activos de Japón en los Estados Unidos y controlaba todo el comercio y Transacciones monetarias que involucran intereses japoneses. Cuando Gran Bretaña y el gobierno holandés en el exilio siguieron el ejemplo de Estados Unidos, efectivamente terminó todo el comercio entre Japón y esas tres naciones.
Aún más calamitoso, el 1 de agosto, el mismo día en que Sugiyama compareció ante el Emperador, Estados Unidos sancionó a Japón al promulgar un embargo total sobre el petróleo. Dado que las exportaciones estadounidenses representaron el 80% del suministro de petróleo de Japón y la mayor parte del resto provino de las Indias Orientales Neerlandesas (que también se negaron a vender), la máquina de guerra japonesa prácticamente se paró; sin reabastecimiento pronto colapsaría. El embargo de petróleo resultó ser el último clavo en el ataúd para el Kantokuen: apenas una semana después, el 9 de agosto de 1941, el Estado Mayor del Ejército finalmente se vio obligado a inclinarse ante el Ministerio de Guerra como planes para la incautación de los países ricos en recursos del sudeste asiático se les dio máxima prioridad. Fundada en el "puro oportunismo", la preciada aventura del Ejército Imperial Japonés en Siberia nunca podría competir con las sombrías realidades de la supervivencia nacional. Respecto al acuerdo, la acumulación de Kantokuen debía detenerse en solo 16 divisiones, que debían "estar de guardia" contra cualquier provocación, facilitar la diplomacia con el gobierno de Stalin, o potencialmente aprovechar un colapso repentino si se presentara la oportunidad. En total, los refuerzos a Manchuria totalizaron 463.000 hombres, 210.000 caballos y 23.000 vehículos, con un total de 763.000, 253.000 y 29.000, respectivamente. Al mismo tiempo, el Ejército de Corea se expandió en otros 55.000 hombres, 16.000 caballos y 650 vehículos. En todo el noreste de Asia, el número total de personal del Ejército Imperial Japonés estacionado en territorios en la periferia de la Rusia soviética ascendió a más de 1 millón.

### 'Ida al sur' triunfante
Con Kantokuen abortado y Japón lanzándose hacia el Pacífico, el Ejército de Kwantung se encontró en medio de un "giro de 180 grados" en la política nacional. Como un presagio de lo que vendrá, la 51.ª División se retiró de su jurisdicción en septiembre para unirse al 23.º Ejército en China, dejando un total de 710.000 hombres en Manchuria. Ante esto, el Ejército de Kwantung aún se aferraba a la esperanza de una "oportunidad de oro" para un ataque a la URSS, continuando los preparativos operativos y examinando la posibilidad de una ofensiva hacia el norte antes del deshielo de primavera de 1942, es decir, una invasión de Siberia en invierno. Si bien las dificultades logísticas de tal movimiento se comprendieron rápidamente, los partidarios de la División de Operaciones se negaron a escucharla: cuando un coronel de logística se quejó ante el Estado Mayor del Ejército de que el Ejército de Kwantung carecía de la cobertura adecuada para soportar el frío del invierno cerca de las fronteras de Siberia El general Tanaka, padre del Plan Kantokuen, se enfureció, le gritó al coronel que no dijera esas "cosas sin sentido" y lo abofeteó. A raíz de este episodio, prevaleció el sentido común, y el Ejército de Kwantung se retiró de las fronteras para esperar el invierno. Otros 88.000 hombres fueron transferidos de Manchuria para unirse a la inminente campaña hacia el Sur, reduciendo la fuerza a 620.000 hombres.
Cuando Japón finalmente golpeó a los Aliados y lanzó su invasión en varias etapas del sudeste asiático en diciembre de 1941, el debilitado Ejército de Kwantung desempeñó un papel limitado. A pesar de que la mayoría de las unidades enviadas al sur de antemano estaban programadas para regresar a Manchuria luego de la finalización exitosa de la operación, el momento de su regreso dependería del resultado de las batallas con las fuerzas terrestres opuestas. Mientras tanto, se ordenó al Ejército de Kwantung que garantizara la seguridad de Manchuria y evitara los conflictos con la URSS, que a su vez fue muy difícil cuando las tropas alemanas se acercaron a Moscú.
Después de que la fase inicial de la Ofensiva del Sur se cerrara con éxito en la primavera de 1942, el Cuartel General Imperial, consciente del estado debilitado del Ejército de Kwantung y con un aumento de presupuesto que asignaba más fondos para gastos, decidió fortalecer y reorganizar sus tropas en Manchuria. Esta reorganización del poder de combate en el norte, mientras acercaba al Ejército de Kwantung a sus objetivos pasados desde un punto de vista organizativo, aún no reflejaba la intención de ir a la guerra con la URSS; de hecho, los especialistas en logística estaban convencidos de que se necesitaría un año completo para reparar los daños de las redistribuciones anteriores y elevar las capacidades al nivel donde se pudiera emprender una ofensiva seria. Sin embargo, fue durante este tiempo que el Ejército de Kwantung alcanzó el pico absoluto de su poder, alcanzando una fuerza de 1.100.000 hombres y 1.500 aviones en 16 divisiones, dos brigadas y 23 unidades de guarnición; El Ejército de Corea agregó otros 120.000 efectivos a esta cifra. Aunque el Ejército de Kwantung se benefició brevemente de este giro momentáneo hacia el norte, la marea cambiante de la Guerra del Pacífico pronto obligaría a Japón a regresar permanentemente hacia el sur. Durante los próximos tres años, el Ejército de Kwantung continuaría supervisando un 'éxodo' de unidades de combate de Manchuria, poniendo en marcha un declive terminal que finalmente sería su sentencia de muerte.

### El fin del Ejército de Kwantung
Con la contraofensiva aliada en el Pacífico, tanto mayor como antes de lo esperado, las fuerzas japonesas en el sur eran insuficientes para contener su impulso. Debido a que carecía de una verdadera reserva estratégica en el archipiélago japonés, el Ejército Imperial Japonés se vio obligado a desviar tropas del continente asiático para reforzar las desmoronadas fronteras del Imperio. Después de las divisiones 20.ª, 41.ª, 52.ª, 51.ª, 32.ª, 35.ª y 43.ª de China y Corea, Japón solo pudo contar con el Ejército de Kwantung, la última agrupación importante que no participa activamente en operaciones de combate, como un grupo de mano de obra disponible. Si bien los despachos menores hacia el sur desde Manchuria ya habían comenzado en 1943, el primer movimiento mayorista de divisiones comenzó en febrero de 1944 con el traslado de las Divisiones 14.ª y 29.ª a Guam y Palaos, donde luego serían aniquilados en la batalla.
Cuando EE. UU., habiendo pasado por alto el atolón de la fortaleza de Truk, decidió atacar directamente a las Marianas y derrotó decisivamente el contraataque de la Armada Imperial Japonesa en la batalla del mar de Filipinas, el perímetro interior del Imperio japonés se vio amenazado. Aún sin hacer mucho para fortalecer sus reservas, en junio y julio de 1944, el CGI envió siete divisiones, la 1.ª, 8.ª, 10.ª, 24.ª, 9.ª, 28.ª y la 2.ª Blindada, a la refriega, unidas por una octava, la 23.ª (veteranos de la batalla de Jaljin Gol en 1939), en octubre. De todo lo anterior, todos excepto la 9.ª, pasaron por Formosa y la 28.ª por Miyako Jima, evitaron ser devastados por la batalla, el hambre y la enfermedad durante el brutal combate en Filipinas y Okinawa. La decisión de reforzar Formosa fue de particular importancia para Japón: al reconocer la importancia estratégica de esa isla con respecto al flujo de materias primas vitales hacia el continente, Tokio resolvió a toda costa evitar que cayera en manos de los Aliados. Así, en diciembre de 1944 y enero de 1945, se ordenó a las Divisiones 12.ª y 71.ª de Manchuria que reforzaran la guarnición recientemente aumentada por la 9.ª División de Kwantung que había llegado a través de Okinawa. La pérdida de la 9.ª División fue una importante pérdida para el comandante del 32.º Ejército de Okinawa, el teniente general Mitsuru Ushijima, quien advirtió: "Si la 9.ª División se separa y transfiere, no puedo cumplir con mi deber de defender esta isla". Al final, debido a la estrategia estadounidense de "saltar de una isla a otra", ninguna de las cinco divisiones (incluidas tres del Ejército de Kwantung) entrarían en combate.
Incluso antes de que la 71.ª División partiera en enero de 1945, el Ejército de Kwantung se vio reducido a unos 460.000 hombres divididos en nueve divisiones restantes. No quedó una sola división para defender Corea, y había solo 120 aviones operables en toda Manchuria. Peor aún, esas divisiones que se quedaron atrás fueron arruinadas por transferencias de hombres y equipos: algunas compañías de infantería se quedaron con solo uno o dos oficiales, y los regimientos de artillería carecían por completo de armas. Aunque el Ejército de Kwantung tenía pocas ilusiones sobre su pobre estado material (sus propios "estudios exhaustivos" concluyeron que se había debilitado "mucho más allá de la estimación" y que las nuevas divisiones formadas para contrarrestar los retiros, aunque se plantearon rápidamente, solo poseían un "fracción" del poder de lucha de los originales), los líderes superiores continuaron racionalizando. En una audiencia con Hirohito el 26 de febrero, Tojo intentó aplacar al Emperador al señalar que los soviéticos habían hecho exactamente lo mismo, caracterizando la fuerza de las fuerzas soviéticas del Extremo Oriente y del Ejército Kwantung como "en equilibrio". El mes siguiente, cuando los estadounidenses se acercaron por fin al archipiélago japonés y no se reunió ninguna de las nuevas formaciones que se levantaron apresuradamente en su defensa para estar completamente listas hasta el verano, el Ejército de Kwantung fue convocado una vez más al igual que las 11.ª, 25.ª, 57.ª, y la 1.ª División Blindada que fueron transferidas a Japón, mientras que la 111.ª, 120.ª y 121.ª Divisiones se enviaron a Corea para prevenir una posible incursión Aliada. Esta pérdida de equipo y hombres de lo que alguna vez fue el más prestigioso ejército japonés se detuvo el 5 de abril de 1945, cuando la URSS anunció que no renovaría su Pacto de Neutralidad con Japón.
A medida que disminuía el poder de combate del Ejército de Kwantung, tenía que adaptar sus planes operativos contra los soviéticos. Si bien la estrategia para 1942 fue la misma que en 1941, en 1943 se abandonó a favor de un solo ataque, ya fuera en el Frente Oriental contra Primorye o en el norte contra Blagovéshchensk, que pronto dio paso a un ataque en todos los frentes, intentando controlar al Ejército Rojo en las fronteras. A medida que el Ejército de Kwantung continuaba debilitándose, se hizo evidente que incluso esto sería demasiado, y así se adoptó un plan operativo final el 30 de mayo de 1945 en el que el Ejército Imperial Japonés solo retrasaría el avance soviético en las zonas fronterizas mientras comenzaba una retirada de combate hacia las fortificaciones cerca de la frontera con Corea, centradas alrededor de la ciudad de Tonghua, un movimiento que, en efecto, entregó la mayoría de Manchuria. Aunque en agosto de 1945 la fuerza del Ejército de Kwantung se había incrementado a 714.000 en 24 divisiones y 12 brigadas gracias al agotamiento de las reservas locales, la canibalización de las unidades de guardias y las transferencias de China, en privado, sus oficiales y hombres estaban desesperados. La mayoría de las nuevas formaciones, atendidas por enfermos, funcionarios públicos, colonos y estudiantes tenían apenas un 15% de efectividad de combate y carecían de armas; De los 230 aviones de combate útiles, solo 55 podían considerarse modernos. Incluso se recomendó brevemente que el cuartel general del Ejército fuera evacuado preventivamente de Changchún, pero esto fue rechazado por razones de seguridad, políticas y psicológicas. Después de la guerra, el coronel Saburo Hayashi admitió: "Queríamos ofrecer una demostración de fuerza. Si los rusos solo conocían la debilidad de nuestros preparativos en Manchuria, estarían obligados a atacarnos".
Simultáneamente, la inteligencia japonesa vio impotente cómo la fuerza soviética frente a ellos comenzara a elevarse: cumpliendo su promesa en Yalta de entrar en la guerra en el Pacífico tres meses después de la derrota de Alemania, Iósif Stalin ordenó el traslado desde Europa al Extremo Oriente de unas 403.355 tropas de choque, junto con 2.119 tanques y cañones de asalto, 7.137 cañones y morteros, 17.374 camiones y 36.280 caballos. Estos hombres y sus comandantes fueron elegidos especialmente debido a la experiencia pasada en relación con ciertos tipos de terreno y oposición durante la guerra con Alemania que sería beneficioso para la campaña que se aproximaba. A principios de agosto, el Ejército Imperial Japonés fijó las fuerzas del Ejército Rojo en Siberia en 1.600.000, con 4.500 tanques y 6.500 aviones en 47 divisiones; los totales reales fueron de 1.577.725, 3.704 y 3.446, respectivamente. Los soviéticos fueron muy deliberados en sus preparativos: como las operaciones solo podían durar ocho semanas debido a la tenue situación de suministro, se determinó que solo una ofensiva sorpresa de todos los ejes sería suficiente para rodear al Ejército de Kwantung antes de que tuviera la oportunidad de retirarse a las profundidades de China o Corea. Conscientes de que los japoneses sabían que la capacidad limitada del ferrocarril transiberiano significaría que los preparativos para un ataque no estarían listos hasta el otoño y que las condiciones climáticas también serían desfavorables antes de esa fecha, los planificadores soviéticos solicitaron la ayuda de los aliados para obtener suministros adicionales para facilitar una ofensiva anterior. Debido a esto, los japoneses fueron atrapados desprevenidos cuando los soviéticos atacaron en agosto. Incluso después de la destrucción de Hiroshima el 6 de agosto, no hubo sensación de crisis y los ejercicios militares especiales (que se esperaba que durasen cinco días y asistieran varios oficiales de alto rango) se llevaron a cabo cerca de las fronteras, mientras que Yamada volaba a Dairen. Por lo tanto, el cuartel general del ejército se tomó por sorpresa cuando los soviéticos lanzaron su ofensiva general a la medianoche del 8/9 de agosto de 1945. Aunque los japoneses ofrecieron resistencia, como en Mutanchiang, casi sin excepción. Después de casi una semana de combate, reaccionando a la declaración de guerra soviética y la destrucción de Nagasaki con una segunda bomba atómica, el emperador Hirohito ordenó la capitulación de Japón ante las naciones aliadas de acuerdo con la Declaración de Potsdam. El ejército de Kwantung depuso oficialmente sus armas el 17 de agosto de 1945, con algunos enfrentamientos esporádicos hasta el fin de mes. Las bajas finales en ambos bandos fueron 12.031 muertos y 24.425 heridos para los soviéticos y 21.389 muertos y aproximadamente 20.000 heridos para los japoneses. Al final, cuando el ministro de Asuntos Exteriores Shigemitsu firmó la rendición incondicional de Japón a bordo del USS Missouri en la bahía de Tokio, los hombres del aclamado Kantogun, que alguna vez soñaron con ir a Siberia como conquistadores, se encontraron en su lugar como prisioneros de guerra.